# ドージコイン
ドージコイン（Dogecoin、code: DOGE、シンボル: Ð）は、インターネット・ミームである「ドージ（Doge）」の柴犬をモチーフとした暗号通貨。2013年12月6日に「ジョーク通貨」としてソフトウェアエンジニアのビリー・マーカスによって開発されたドージコインは専用のオンラインコミュニティがつくられるなど急速に発展し、2014年1月には時価総額が6000万ドルになり、2021年5月5日には900億ドル（約10兆円）に達した。2015年中頃までに1000億コインが流通しており、以降毎年52億5600万コインが追加される。2015年6月30日時点で1000億個目のコインが採掘された。主流の商用アプリケーションは殆ど存在しないが、本通貨はインターネットチップシステムとしてのけん引力を得ており、ソーシャルメディアのユーザーは興味深いまたは注目に値するコンテンツの提供目的でドージコインのチップを他のユーザーに与えている 。

## 概要と歴史
ドージコインはオレゴン州ポートランドにあるIBMソフトウェアのエンジニアのビリー・マーカスと、Adobeのソフトウェアエンジニアのジャクソン・パルマーが開発した。彼らは、ビットコインよりも幅広い層にリーチできるP2Pのデジタル通貨の開発を目指しており、ドージコインを他のコインの論争の歴史から遠ざけたいと考えていた。ドージコインは2013年12月6日に正式にリリースされ、最初の30日以内にDogecoin.comへの訪問者は100万人を超えた。
当時、シドニーのAdobe Systemsのマーケティング部門に所属していたパルマーがこのアイディアを実現させたと言われている。パルマーはdogecoin.comのドメインを購入し、コインのロゴとComic Sansのテキストを散りばめたスプラッシュスクリーンを追加した。このサイトを見たマーカスがパルマーと連絡を取り、通貨を作成する努力が始まった。マーカスはドージコインを既存の暗号通貨「Luckycoin」をベースとしており 、ブロックのマイニングで受け取る報酬のランダム化を特徴としていたが、後に2014年3月に静的なブロック報酬に変更された 。ラッキーコインはプルーフ・オブ・ワークアルゴリズムにスクリプト技術も使用するライトコインをベースにしていた。スクリプトの使用はマイナーがSHA-256ビットコインマイニング設備を使用できないことを意味し、マイニングに使われる専用のFPGAとASICデバイスは制作するのが複雑だった。ドージコインは2013年12月6日に正式に開始された 。ドージコインのネットワークは元々1000億ドージコインの生産を意図していたが、後にネットワークはドージコインを無制限に生産することを発表した。
2013年12月19日、ドージコインの価格が72時間で0.00026ドルから0.00095ドルへ300%近く高騰し、一日につき数十億のドージコインが取引された 。この成長は中国の銀行が人民元をビットコイン経済に投資するのを禁ずる中国の決定を受けビットコインと多くの他の暗号通貨が下落した時に起きた。3日後、大規模なマイニングプールが当時コインを採掘するのに必要な計算能力が非常に少ない機会を利用し、その後ポジションを売却したことでドージコインは80%下落した
2013年12月24日、インド準備銀行はドージコインと他の暗号通貨の利用者にそれらに関連するリスクについて警告した 。2013年12月25日、最初のドージコインの大規模な盗難が起き、オンライン暗号通貨ウオレットプラットフォームの「Dogewallet」へのハッキングで数百万のコインが盗まれた 。ハッカーはプラットフォームのファイルシステムにアクセスし、静的アドレスへ全てのコインを送るために同システムの送信・受信ページを変更した 。この事件でTwitterでドージコインに関するツイートが急増し、Twitterで最も言及されたアルトコインとなった 。ドージウオレットの侵害後にウオレットの資金を失った人々を助けるためにドージコインコミュニティは彼らが失ったコインを寄付するのを手助けするためのイニシアチブ「SaveDogemas」を始めた。約一か月後、失ったコイン全部をカバーするのに十分な金が寄付された 。2014年1月までに、ドージコインの取引量は一時的にビットコイン と他の全ての暗号通貨の合計を上回った。2015年1月25日時点のドージコインの時価総額は1350万ドルだった 。2015年4月、ジャクソン・パルマーは暗号通貨のコミュニティから「延長休暇」をとっていると発表した。
2017年から2018年初頭までの暗号通貨バブルにおいて、ドージコインは2018年1月7日に0.017ドルの高値を付けて時価総額は約20億ドルに上昇した。
2020年7月、ドージコインの価格を1ドルにすることを目指したTikTokのトレンドを受けてコインの価格は急上昇した。
2021年1月、イーロン・マスクによる推奨とGameStopのショートスクイズを一因としてRedditユーザーの注目を集めた結果、ドージコインは24時間で800%以上上昇し、0.07ドルに達した。
2021年2月、イーロン・マスクやスヌープ・ドッグ、ジーン・シモンズらによる「ドージ推し」のツイートを受け、ドージコインは0.08ドルと最高値を記録した。2021年3月、ダラス・マーベリックスのオーナーのマーク・キューバンは彼のNBAチームがチケットと商品をドージコインで購入できるようにすると発表し、二日以内にキューバンのフランチャイズがドージコインのトップ業者となり、2万件の取引を行ったと宣言した。
2021年4月14日に暗号通貨取引所のコインベースが直接上場したこともあり、様々な暗号通貨の価格が上昇し、コインベースでは取り扱っていないドージコインも急騰した。同日にドージコインの価格は初めて0.1ドルに到達し、4月16日には0.45ドルと最高値を更新し（週に400%上昇）、過去24時間で約700億ドル相当の取引量があった。当時、ドージコインの時価総額は500億ドルと年初来7000%以上も上昇し、暗号通貨で5番目に価値が高い通貨に成長した。ドージコインへの関心は4月15日に「空前の需要」によって生じたオンライン取引プラットフォーム「ロビンフッド」の暗号通貨システム障害の一因となったことで、専門家からは暗号通貨市場の投機的バブルが間近と懸念が示された。
2021年5月5日、ドージコインの価格は0.50ドルを初めて超え、1年間で20000%以上上昇した。
イーロン・マスクが2021年5月8日のサタデー・ナイト・ライブに「ドージファーザー（ドージの父）」として出演すると4月28日にツイートしたことによりドージコインへの関心が高まっていたが、当日の番組開始時点の価格が0.711ドルであったのが45分後には0.470ドルに急落した（34%下落）。翌朝までに0.401ドルとなり、累計で43.6%下落し、350億ドルの価値を喪失した。
2021年5月9日、イーロン・マスクが率いる宇宙開発企業スペースXがドージコインで決済された世界初の商用月輸送ミッション「DOGE-1 Mission to the Moon」を2022年第1四半期に実施する計画が明らかになった。イーロン・マスクはこの計画について「ドージコインで支払われるミッション。宇宙で最初の仮想通貨」などとTwitterに投稿している。
2023年4月4日早朝（日本時間）、イーロン・マスクが運営しているSNS「Twitter」のロゴを青い鳥から本通貨のシンボルになっている柴犬の画像に差し替えた。その後、同月7日までに元のロゴに戻った。

## 資金調達

### 2014年冬季オリンピック
ドージコインのコミュニティと財団は、チャリティーおよび他の著名な取り組みへの募金活動に積極的である。2014年1月19日、ドージコインのコミュニティは、出場資格があるにもかかわらずソチオリンピックまで行く余裕がないジャマイカのボブスレーチームへの5万ドルの募金活動を始めた。2日目までに3万6000ドル相当のドージコインが寄付され、ドージコインからビットコインへの交換レートは50%上昇した。また、ドージコインコミュニティは第2のソチ五輪選手のシバ・ケシャバンの資金を調達した。

### かぼす基金
本仮想通貨およびドージそのもののシンボルともなっている柴犬「かぼす」の飼い主が、前述のボブスレーチームへの募金活動に触発され、動物保護活動を行う団体へ寄付する「かぼす基金」（Kabosu Fund）を立ち上げた。かぼす自身が飼い主によって動物保護施設より引き取られたという経緯がある。

### Doge4Water
冬季オリンピックの募金活動と小規模なチャリティーの資金調達の成功に触発され、エリック・ナカガワが率いるドージコイン財団は「Charity: Water」と協力してケニアのタナ川流域で井戸を建造するための寄付金を集め始めた。彼らは3月22日の世界水の日の前に合計で4千万ドージコイン（当時3万ドル相当）を集めることに決めた。4000人以上の寄付人から寄付金を集めキャンペーンは成功した。寄付人の中には1400万ドージコイン（約1万1000ドル）を寄付した匿名の寄付人が1人いた。

### NASCAR

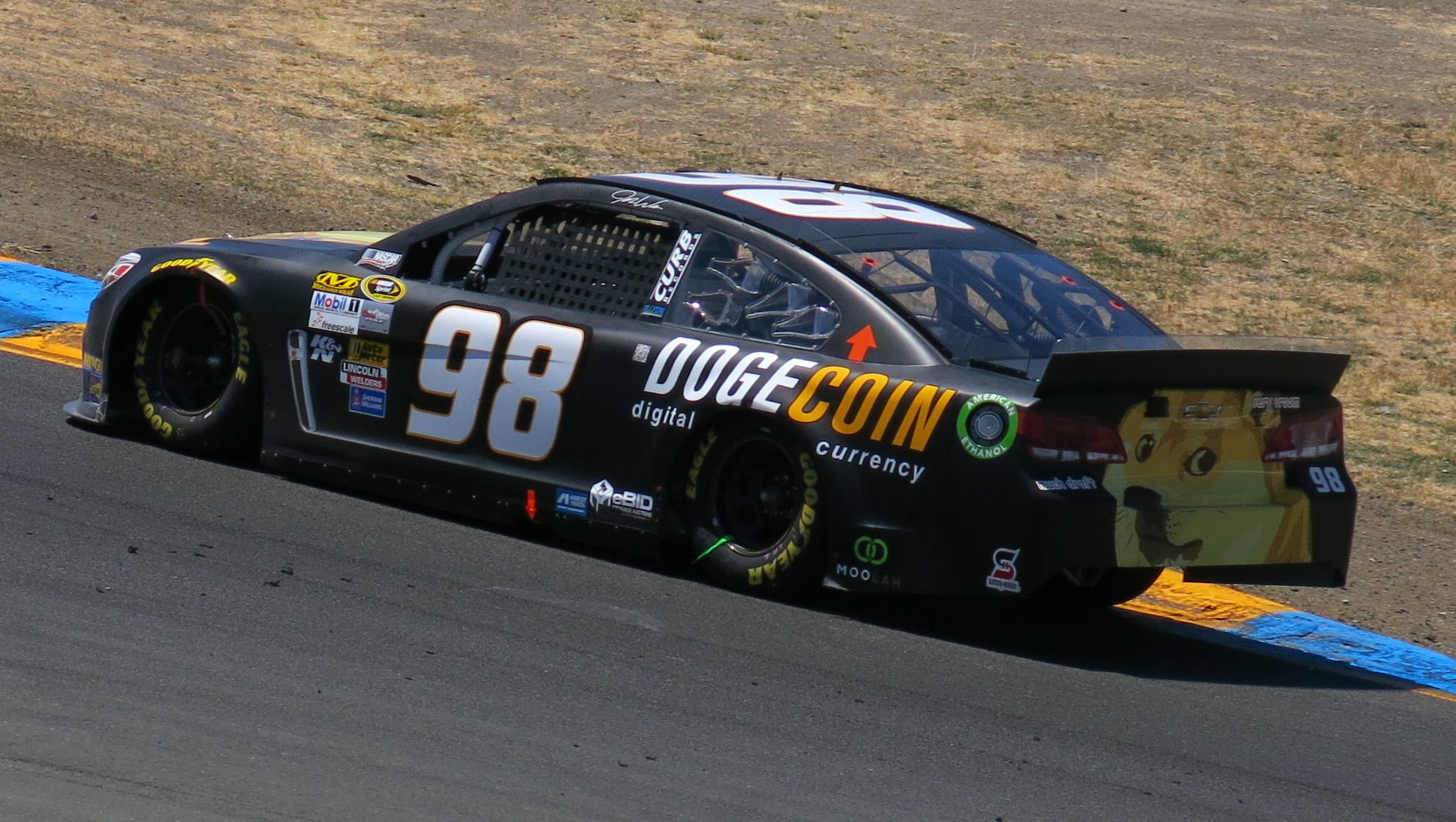
ドージコインがスポンサーのジョシュ・ワイズのシボレー（2014年）

2014年3月25日、ドージコインのコミュニティはNASCARドライバーのジョシュ・ワイズのスポンサーとなるための努力として、6780万ドージコイン（当時約5万5000ドル相当）の資金調達に成功した。ワイズはタラデガ・スーパースピードウェイで行われた「Aaron's 499」でドージコイン・Redditが支援する塗装計画で走った 。2014年5月4日、ワイズと彼の車は約1分間特集され、その間にレースのコメンテーターはドージコインとクラウドファンディングの努力について論じ、レースは20位でフィニッシュした。2014年5月16日、ワイズはオンラインファン投票において主にドージコインRedditコミュニティの努力により有名人のダニカ・パトリックを超えスプリント・オールスターレースの出番を獲得した。彼は車両が走る最後のレースを15位でフィニッシュした 。Coca-Cola 600の次のレースでワイズはドージコイン・Reddit.comのヘルメットをデビューさせた 。ワイズはその後コミュニティとGEICO 500への感謝の贈り物として「トヨタ／セーブマート350」で再び車両を走らせると発表した0。彼は給油問題が原因でレースを28位でフィニッシュした。ピットストップで給油した後12番目の位置にいたが、ガソリンが十分に長く持たず、第2のピットストップにとまることになり、集団の後方まで遅れてしまった 。コンピュータゲーム『NASCAR'14』のデベロッパー、EutechnyxはDLCパックでドージコインカーを操作車両に追加した。
2021年3月2日、エクスフィニティ・シリーズチームのB.J. McLeod MotersportsはSpringratesと共にドージコインがラスベガスで開催されるAlsco Uniforms 300で#99の車両のスポンサーになると発表した。ステファン・パーソンズはその車両を操縦したが、燃料ライン問題によりレースを完走できず36位に終わった。偶然にも、彼の父フィルは2014年にドージコインがスポンサーとなった最初の車両をレースに出したチーム（2015年解散）のオーナーであった。

## 使用と取引所
一部のオンライン取引所はDOGE/BTCとDOGE/LTC取引を提供している。
ドージコインは多くのユーザーを抱えるオルトコインである。ドージコインの主流の商用アプリケーションは、ソーシャルメディアのユーザーが興味深いまたは注目に値するコンテンツを提供する人物に対しチップを渡せるチップシステムなどでネットで注目を集めている。
ドージと引き換えに物理的、具体的なアイテムの取り引きがRedditやTwitterなどのオンラインコミュニティで行われており、そこでユーザーは頻繁に通貨関連の情報を共有している 。
ドージコインは家を売ろうとする際にも用いられており、ポルノとポーカー業界でも用いられた。
天気予報のモバイルアプリ、ウェブアプリ、ウェブサイトの「Doge Weather」の制作者Katia EirinとBennett Wongは彼らのウェブサイトを維持するためにドージコインのチップを求めた
Dogetipbot（ドージチップボット）はRedditやTwitchのような人気サイトで使われていた暗号通貨取引サービスだった 。ドージチップボットはRedditのコメントを経由したコマンドでユーザーがドージコインを他のユーザーに送れるようになっていた。2017年5月、開発者が破産を宣言し、その後ドージチップボットは廃止された。これによりドージチップボットのシステムにコインを保管していた多くのユーザーはコインを失うことになった。

## 技術とDeFi
DeFi（Decentralized Finance、分散型金融）は金融商品を提供する際に証券会社や取引所、銀行などの仲介業者に依存しない金融形態である。これは銀行や弁護士など仲介人を必要とせず、その代わりにオンラインのブロックチェーン技術を採用することで自動で強制力のあるスマート・コントラクトを利用することで実現している。Ren Projectによりドージコインがイーサリアムのブロックチェーンで使用できるようにし（RenDOGE）、DeFiネットワークにアクセスできるようになった（大半のDeFiコインはイーサリアムのブロックチェーンネットワークを利用している）。DeFiにリンクしたコインは分散型アプリケーション（dApp）を利用して分散型取引所（Dex）で取引や売買を行う。Dexの例としてUniSwapがあり、これらは完全なP2Pの取引所でプラットフォームを提供する企業や機関などは存在しない。

## マイニングパラメーター
ドージコインの実装はいくつかのパラメーターでライトコインと異なる。ドージコインのブロックタイムはライトコインの2.5分に対し1分である。
雇用者または大学のコンピューターを利用してドージコインを採掘していたいくつかのケースが見つかっている。

## 通貨供給
デフレーションの暗号通貨(ビットコインなど)と異なり、ドージコインが生産できる数には制限が無いためインフレーションのコインとなっている。2014年2月、ドージコイン制作者のジャクソン・パルマーはコインの供給は上限がないままであると発表し、長期的なインフレ率の一定の低下をもたらした。

## 批判
ドージコインの始まりは冗談であったため、主流のメディアや金融専門家から真剣に受け止めてもらうことが難しくなっている。
暗号通貨のリスク管理プラットフォーム「TRM Labs」のAkand Sitraはドージコイン自体が詐欺であると主張し、ドージコインの65%以上は世界中の98のウオレットが保有していると述べた。彼はまた、単一の最大規模のウォレットがドージコイン全体の28%を保有しており、５つのウォレットでドージコインの全供給量の40%を保有していると主張した。